# Vókó János
Vókó János (Pécs, 1954. március 28. –) magyar színész.

## Életpályája
Pécsen született, 1954. március 28-án. 1983-ban színészként diplomázott Kazán István osztályában a Színház- és Filmművészeti Főiskolán. Pályáját 1983 őszétől a debreceni Csokonai Színházban kezdte. 1986 és 1991 között a Népszínház tagja volt. 1991–2024 között az egri Gárdonyi Géza Színház művésze volt.

## Fontosabb színházi szerepei
- Szirmai Albert – Bakonyi Károly: Mágnás Miska... Pixi gróf
- Iszaak Oszipovics Dunajevszkij: Szabad szél... Markó
- William Shakespeare: Hamlet... Guildenstern
- Hervé: Nebáncsvirág... Fernand
- Carlo Goldoni: Két úr szolgája... Florindo
- Ruzante: A csapodár madárka... Tonin
- Georges Feydeau: Bolha a fülbe... Rugby
- Molière: A fösvény... Valér
- Giulio Scarnacci – Renzo Tarabusi: Kaviár és lencse... Antonio
- L. Frank Baum – Schwajda György: Óz, a nagy varázsló... Gyáva oroszlán
- Jaroslav Hašek – Bodrogi Gyula: Svejk a hátországban... Blazsák; Kotyátko; orvos
- Huszka Jenő: Mária főhadnagy... Jancsó Bálint
- Huszka Jenő: Gül baba... Müezzin
- Bereményi Géza: Kutyák... Vera apja
- John Kander – Fred Ebb – Terrence McNally: A görkorcsolyapálya... Lucky
- Kálmán Imre: Csárdáskirálynő... Kerekes Ferkó
- Kálmán Imre: A montmartre-i ibolya... Florimond; Durand
- Háy Gyula: A ló... Cominius
- Müller Péter - Tolcsvay László - Müller Péter Sziámi: Mária evangéliuma... Gáspár
- Dale Wassermann - Mitch Leigh: La Mancha lovagja... A fogadós (kormányzó)
- Reginald Rose: Tizenkét dühös ember... 11. számú esküdt
- Boldizsár Miklós – Szörényi Levente – Bródy János: István a király... Sur
- Jókai Mór: A kőszívű ember fiai... Ramiroff Leonin
- Lev Nyikolajevics Tolsztoj: Anna Karenina... Pap
- Mikszáth Kálmán: Szent Péter esernyője... Kántor
- Kacsóh Pongrác – Bakonyi Károly – Heltai Jenő: János vitéz... Bagó
- E. T. A. Hoffmann: Diótörő... Huszárkapitány (délceg); Bonbon (zenekarvezető - romlott))
- Békeffi István – Eisemann Mihály - Egri-Halász Imre: Egy csók és más semmi... Robicsek
- William Nicholson: Árnyország... szereplő
- Ray Cooney: Klikk! – Páratlan páros 2.... John Smith
- Nyikolaj Vasziljevics Gogol: A revizor... Dobcsinszkij
- Sólem Aléchem – Sheldon Harnick – Joseph Stein – Jerry Bock: Hegedűs a háztetőn... Pópa
- Gádor Béla – Jacobi Viktor – Szirmai Albert – Böhm György – Korcsmáros György: Othello Gyulaházán... Simon Béla (a beosztott rendező)
- Andrew Lloyd Webber – Tim Rice – Miklós Tibor: Jézus Krisztus szupersztár... Kajafás
- Andrew Lloyd Webber – Tim Rice: József és a színes szélesvásznú álomkabát... Jákob
- Heinrich Böll – Bereményi Géza: Katharina Blum elveszett tisztessége... Konrad Beiters (Else élettársa)
- Galt MacDermot – Gerome Ragni – James Rado – Gerome Ragni: Hair... Megfigyelő
- Kellér Dezső – Szilágyi László – Harmath Imre – Ábrahám Pál: 3:1 a szerelem javára... Kálmán
- Lionel Bart: Oliver... Mr. Bumble egyházfi
- Gárdonyi Géza: Egri csillagok... Gábor pap
- Gárdonyi Géza: Annuska... János (kolduló barát)
- Kornis Mihály: Halleluja... Öngyilkos; Vőfély; Tanító úr
- Bacsó Péter: Te rongyos élet... Bonviván
- Leonard Bernstein: West Side Story... Glad Hand
- Lehár Ferenc: Luxemburg grófja... Lord Worchester
- Márton László: Az állhatatlan... Ibrahim Csausz
- Márton László: A nagyratörő... Ibrahim Csausz
- Márton László: A törött nádszál... Ibrahim
- Eisemann Mihály – Zágon István – Somogyi Gyula: Fekete Péter... Fleuron nyugalmazott altábornagy
- Fényes Szabolcs – Harmath Imre: Maya... Kapitány
- Raymond Chandler: Elkéstél, Terry!... Dr. Edward Loring
- Paul Claudel: A selyemcipő... Don Leopold Auguste, Don Mendez Leal
- Mihail Afanaszjevics Bulgakov: A Mester és Margarita... Bengalszkij
- Erich Kästner: Május 35... további szereplő
- Siegfried Geyer – Katscher Rudolf: Gyertyafény keringő... Tölgyfalusy Tölgyesy Titusz
- Balásy Szabolcs – Horváth Krisztián: A fejedelem... Próféta
- Molnár Ferenc: Játék a kastélyban... Almády
- George Bernard Shaw: Szent Johanna... Katona
- Howard Lindsay – Russel Crouse – Richard Rodgers – Oscar Hammerstein: A muzsika hangja... Georg von Trapp kapitány
- Zágon István – Nóti Károly – Eisemann Mihály: Hippolyt, a lakáj... Hippolyt
- Vörösmarty Mihály: Csongor és Tünde... Sámán
- Friedrich Dürrenmatt: Az öreg hölgy látogatása... Állomásfőnök
- Ábrahám Pál: Bál a Savoyban... Pomerol (főpincér)
- Móricz Zsigmond – Kocsák Tibor – Miklós Tibor: Légy jó mindhalálig... Pósalaky úr
- Brandon Thomas: Charley nénje... Sír Francis Topplebee (nyugalmazott indiai ezredes)
- Peter Schaffer: Black comedy... Melkett ezredes
- Gál Elemér: Héthavas gyermekei... Tusnád (harkász)
- Antoine de Saint-Exupéry – Zalán Tibor: A kis herceg... Király
- Örkény István: Tóték... Tomaji (plébános)
- Luigi Magni – Bernardino Zapponi – Vajda Katalin: Legyetek jók, ha tudtok... Jacomo; Elia; Hóhér
- Marcel Mithois: A férjvadász... Auguste, maitre d'hotel
- Békeffi István – Lajtai Lajos – Szenes Iván: A régi nyár... Báró Jankovits János
- Farkas Ferenc: Csínom Palkó... Kucug Balázs, "labanc sógor"
- Csiky Gergely: A nagymama... Koszta, nyugalmazott evangélikus tábori lelkész

## Filmek, tv
- Házasság szabadnappal (1984)
- Szomszédok (sorozat) 248. rész (1996)
- Kisváros (sorozat)

- Török gyerek megvágta... című rész (1997)
- Három vadász  című rész (2001)